# Find My Phone
Find My Phone ou similar é o nome dado por diversos fabricantes a softwares e serviços para smartphones, através do qual um usuário cadastrado pode encontrar a localização aproximada do telefone caso esteja ligado, pela Internet, ou pelo telefone enviando um e-mail ou mensagens de texto SMS. Isso ajuda na localização de telefones perdidos ou roubados.
A Apple oferece um serviço gratuito chamado Find My para dispositivos iPhone com o sistema iOS. A Microsoft possui o My Windows Phone, um serviço semelhante para telefones com o Windows Phone. Da mesma forma, o Google oferece o Find My Device para telefones com Android.
Alguns desses aplicativos podem ter limitações verificadas antes da instalação, como funcionar apenas em alguns países, dependências da implementação de GPS do telefone, etc. Os aplicativos semelhantes, sejam eles pagos ou gratuitos, também estão em todas as plataformas de dispositivos.
Aplicativos semelhantes estão disponíveis para computadores. Nos computadores, raramente há receptores GPS integrados ou conectividade de rede de telefonia móvel, portanto esses métodos de localização e sinalização não estão disponíveis. Um computador conectado à Internet por uma conexão a cabo fornece sua localização como a localização do Provedor de Serviços de Internet (ISP) ao qual está conectado, geralmente a uma longa distância e sem muita utilidade, embora o endereço IP possa ajudar. Porém, um computador conectado a uma rede WiFi (normalmente um laptop) pode encontrar sua localização aproximada ao verificar as redes WiFi em alcance em um banco de dados, o que permite que a localização aproximada seja determinada e sinalizada pela Internet.